# Brutreaktor
Ein Brutreaktor beziehungsweise „schneller Brüter“ (englisch Fast Breeder Reactor, FBR) ist ein Kernreaktor, der sowohl der Energiegewinnung als auch der Erzeugung weiteren spaltbaren Materials dient. Ein nicht spaltbares Nuklid wird durch Kernreaktionen in ein spaltbares umgewandelt, das dann (nach Aufarbeitung und Einbringung in neue Brennelemente – oder im weiteren Verlauf des Abbrandes) anschließend als Kernbrennstoff verwendet werden kann. Diese Umwandlung (als Konversion, manchmal auch als Brüten bezeichnet, siehe Konversionsrate) findet zwar in jedem Kernreaktor statt, aber von einem „Brutreaktor“ oder „Brüter“ spricht man erst dann, wenn er mehr Brennstoff herstellt, als er in der gleichen Zeit selbst verbraucht. Unter Einsatz von Thorium ist es möglich, auch mit thermischen Neutronen mehr Brennstoff zu „erbrüten“ als gleichzeitig verbraucht wird (großtechnisch demonstriert unter anderem am Leichtwasserreaktor Shippingport). Allerdings ist meistens, wenn von Brutreaktoren die Rede ist, ein Reaktor im schnellen Neutronenspektrum und mit Uran-Plutonium-Brennstoff gemeint. Umgekehrt gibt es durchaus Reaktoren im schnellen Neutronenspektrum, die keine Brutreaktoren sind. Der deutsche Reaktor SNR-300 in Kalkar wurde nach seiner Fertigstellung im Jahr 1985 an der Inbetriebnahme gehindert und aufgrund einer politischen Entscheidung aufgegeben.

Schneller Brutreaktor in Becken-Bauweise (links) und in Schleifen-Bauweise (rechts)

Der erste Brutreaktor war der Experimental Breeder Reactor I. Er war 1951 der erste Kernreaktor der Welt, mit dessen Wärmeleistung elektrischer Strom erzeugt wurde. Heute sind die einzigen Brutreaktoren im kommerziellen Betrieb der BN-600 und der BN-800 in Russland (Stand 2015). Einige Versuchs-Brutreaktoren sind in Betrieb, Bau oder Planung, vor allem innerhalb des Forschungsverbunds Generation IV International Forum.
Hauptzweck der Brutreaktor-Entwicklung ist die weitaus bessere Ausnutzung der Kernbrennstoffe. Aus natürlichem Uran könnte mit Brutreaktoren rund 60-mal mehr Energie gewonnen werden als mit Leichtwasserreaktoren. Die Brutreaktorentwicklung wurde in den 1960er bis 1980er Jahren in vielen Industrieländern staatlich gefördert, beispielsweise im bundesdeutschen Projekt Schneller Brüter von 1962 bis 1989. Ein in der Frühzeit der Kernenergie weniger beachteter aber heute immer wieder vorgebrachter Aspekt ist die weitaus geringere Menge abgebrannten Brennstoffs im Vergleich zu Leichtwasserreaktoren pro erzeugter Menge Strom bzw. Wärme. Dazu kommt, dass – im Idealfall – keinerlei Transuranabfall und ausschließlich Spaltprodukte anfallen. Während Transurane Halbwertszeiten auf allen Zeitskalen haben, sind die allermeisten Spaltprodukte äußerst kurzlebig; einige wenige mittellebig mit Halbwertszeiten im Bereich von um die 30 Jahren (z. B. 137Cs und 90Sr); und ein gutes halbes Dutzend extrem langlebig (z. B. Technetium-99 oder Zirconium-93) mit Halbwertszeiten im Bereich zwischen 200.000 und 16 Millionen Jahren. Befürworter der Brütertechnik argumentieren, reiner Spaltprodukt-Abfall könne bereits nach einigen Jahrhunderten (Zeitskala vergleichbar mit dem Bau des Kölner Doms) bedenkenlos in die ausgebeuteten Uranminen zurückgegeben werden, da die Radiotoxizität auf ein Level entsprechend der Uranerze, welche zuvor in den Minen anzutreffen waren, abgeklungen sei.
Als die USA und Russland ihre Atomwaffen entwickelten, wurden zu diesem Zweck spezielle Reaktoren (z. B. der ADE-Reaktor) gebaut, die den einzigen Zweck hatten, Plutonium zu erzeugen. Diese nutzten moderierte, also thermische Neutronen und zählen nicht zu den Brutreaktoren. In der Frühzeit der Kernenergie bestand in einigen Ländern Interesse an Dual-Use-Reaktoren, welche sowohl Energie als auch waffenfähiges Plutonium in nennenswerten Ausmaß liefern sollten. Dazu zählten der britische Magnox-Reaktor, der französische UNGG-Reaktor und der sowjetische RBMK. Diese Entwicklungen erwiesen sich als technische Sackgasse und waren aufgrund Konversionsfaktoren ≪ 1 ebenfalls keine Brutreaktoren. Während Magnox und UNGG nach dem Ende ihrer Lebensdauer durch Reaktoren ersetzt wurden, die nicht auf die Produktion von Plutonium optimiert sind, wurden nach dem Reaktorunfall von Tschernobyl am Design des RBMK derartige Veränderungen vorgenommen, dass er sich heute kaum noch zur Produktion von Plutonium eignet.

## Übersicht zu Brutreaktor-Typen
Man unterscheidet zwei Typen von Brutreaktoren und bezeichnet sie nach dem Energiespektrum der genutzten Neutronen:

### Schneller Brüter
Die Bezeichnung „schneller Brüter“ bezieht sich auf die schnellen Neutronen, die bei diesem Typ für den Brutprozess verantwortlich sind. Schnelle Brüter arbeiten mit Uran-238 (oder seltener Thorium-232) als Brutstoff und mit schnellen Neutronen, wie sie bei Kernspaltungen freigesetzt werden, also ohne Moderator. Als Kernbrennstoff dient Uran-Plutonium-Mischoxid (MOX). Die Brutzone (siehe unten) enthält Natururan- oder abgereichertes Uranoxid, das überwiegend aus 238U besteht. Der schnelle Brüter ermöglicht es somit, die Vorkommen von Natururan über 50-mal effizienter auszunutzen. Für einige, nicht aber für alle Reaktortypen wäre der Aufbau einer „Plutoniumwirtschaft“ erforderlich.

### Thermischer Brüter
Thermische Brüter arbeiten mit thermischen Neutronen, die ähnliche kinetische Energien haben wie heiße Wasserstoffatome. Thermische Brüter arbeiten mit Thorium als Brutstoff und mit überwiegend thermischen Neutronen. Nach einer Erstbefüllung mit angereichertem Uranoxid, Plutoniumoxid oder MOX wird aus 232Th durch Neutronenanlagerung und Betazerfall spaltbares 233U. Diese Technik gilt wegen der großen Thoriumvorkommen als interessant, da diese etwa dreimal größer sind als die Uranvorkommen. Auch Natururanreaktoren können als thermische Brüter genutzt werden. Hierbei kann als Brennstoff Uran-Thorium-Mischoxid (gegebenenfalls sogar mit unangereichertem Uran) oder auch Plutonium-Thorium-Mischoxid verwendet werden.

### „Beinahe“ Brutreaktoren
Es gibt Konzepte für „Fortschrittliche Druckwasserreaktoren“ (Advanced Pressurized Water Reactors) oder Siedewasserreaktoren „mit reduzierter Moderation“. Sie würden mit konventionellen Brennstoffen und Kühlmitteln arbeiten, aber durch ihre Konstruktion hohe Konversionsraten von 0,7 bis 1,0 erreichen (daher gelegentlich auch als Hochkonverter bezeichnet), wären also „beinahe“ Brutreaktoren. Der EPR hat eine gegenüber dem Konvoi noch einmal verbesserte Konversionsrate, die aber dennoch unter 1 bleibt. Damit ist er einer der wenigen Hochkonverter, welche sich bereits im Einsatz befinden.

## Schneller Brüter

### Aufbau des Reaktors
Der Reaktorkern besteht aus vielen senkrecht stehenden, mit z. B. Uran-Plutonium-Mischoxid gefüllten Edelstahlröhren (Brennstäben). Die Stäbe sind zu Brennelementen gebündelt und füllen insgesamt einen etwa zylindrischen Bereich von z. B. 3 m Höhe und 5 m Durchmesser aus. Die Steuerung der Kettenreaktion (siehe auch Kritikalität) erfolgt durch Regelstäbe aus Bor-Stahl oder einem anderen Neutronen absorbierenden Material („Neutronengift“).
Der Reaktorkern ist aufgeteilt in eine innere Spalt- und eine äußere Brutzone. Das Kühlmittel – das bei diesen Reaktoren nicht, wie im Leichtwasserreaktor, als Moderator wirken darf – ist ein flüssiges Metall wie Natrium oder Blei. Bereits bis ca. 1970 wurden auch Konzepte für gasgekühlte Brutreaktoren untersucht, kamen aber nicht zum Einsatz; inzwischen wurden auch solche Überlegungen wieder aufgenommen. Da Flüssigmetall beim Erstarren Probleme bereitet, gibt es oft einen Mechanismus der auch im ausgeschalteten Zustand – wenn die Nachzerfallswärme nicht mehr ausreicht – das Kühlmittel flüssig hält. Um die benötigte Heizleistung gering zu halten, wurden daher in der Vergangenheit eutektische Legierungen bevorzugt, darunter Blei-Bismut und NaK. Obwohl Quecksilber und Gallium (Schmelzpunkt: 29,76 °C) bei oder nahe Raumtemperatur flüssig sind, ist das Interesse an derartigen Kühlmitteln gering, da chemische und neutronenphysikalische Eigenschaften dieser Elemente nicht ideal sind.

### Brennstoff-Brutprozess
Natürliches Uran besteht zu 99,3 % aus dem nicht spaltbaren Isotop 238U und nur zu 0,7 % aus dem spaltbaren Isotop 235U. Für den Betrieb der meisten Kernspaltungsreaktoren (z. B. Leichtwasserreaktor) muss es vor Herstellung der Brennelemente technisch aufwändig auf etwa 3 bis 4 % 235U angereichert werden.
Im Betrieb jedes Uranreaktors wird ein Teil des vorhandenen 238U durch Neutroneneinfang in 239U umgewandelt. Dieses geht durch zwei aufeinander folgende β−-Zerfälle in das spaltbare 239Pu über, das teilweise parallel zum 235U noch im Reaktor wieder gespalten wird, teilweise aber auch später nach Wiederaufarbeitung des gebrauchten Brennstoffes zu neuen Mischoxid-Brennelementen verarbeitet werden kann.
{\displaystyle \mathrm {^{238}_{\ 92}U\ +\ _{0}^{1}n\ \longrightarrow \ _{\ 92}^{239}U\ {\xrightarrow {\beta ^{-}}}\ _{\ 93}^{239}Np\ {\xrightarrow {\beta ^{-}}}\ _{\ 94}^{239}Pu} }
Das „Brüten“ im eigentlichen Sinne, also ein Überschuss des so erzeugten über den zugleich verbrauchten Brennstoff, gelingt aber nur in einem Reaktor, der ohne Moderator arbeitet, einem schnellen Brüter, denn nur bei der Spaltung durch ein schnelles Neutron ist die durchschnittliche Zahl neu freigesetzter Neutronen pro Spaltung dafür hoch genug (siehe Kernspaltungsprozess im Brutreaktor). Der Überschuss drückt sich darin aus, dass das Brutverhältnis (manchmal auch Brutrate oder Konversionsrate genannt), die Zahl neu erzeugter Brennstoffatome pro verbrauchtem Brennstoffatom, über 1,0 liegt.
Zusätzlich sind einige, aber eben nicht genug Neutronen, welche aus der Spaltung resultieren, schnell genug, um auch 238U zu spalten. Zwar ist es nicht möglich, reines 238U ohne externe Neutronenquelle zur Kernspaltung zu nutzen, doch ist – je nach Zusammensetzung des Brennstoffs und Design des Reaktors – die direkte Spaltung von 238U ein nicht unerheblicher Anteil der Leistung von schnellen Brütern. Dies ist insofern vorteilhaft, als dabei weniger Neutronen „verbraucht“ werden als bei vorhergehender Umwandlung von 238U in 239Pu. Nachteilig kann es insofern sein, als es Berechnungen verkompliziert.
Da bei Kernfusion – je nach „Brennstoff“ – ebenfalls Neutronen frei werden, diese aber im Allgemeinen deutlich schneller sind als Spaltneutronen, kann man mittels Kernfusion direkt 238U spalten. Die bisher einzige Anwendung dieses Phänomens ist das Teller-Ulam-Design von Wasserstoffbomben, bei denen die zweite Stufe (Kernfusion) eine dritte Stufe (238U-Spaltung) in Gang setzt. Es gibt jedoch Bestrebungen, nach Erzeugung kontrollierter Kernfusion auch die „abfallenden“ schnellen Neutronen für Kernspaltung zu nutzen.
Der schnelle Brüter heißt also nicht so, weil er „schnell brütet“, sondern weil er zur Kernspaltung schnelle statt thermischer (abgebremster) Neutronen verwendet.

### Bessere Ausnutzung der Kernbrennstoffvorräte
Für 238U gibt es nur wenige andere Nutzanwendungen neben dessen Einsatz im Brutreaktor (u. a. Uranmunition). Durch eine Verbundwirtschaft aus Brutreaktoren, Wiederaufarbeitung und Leichtwasserreaktoren könnte der Uranvorrat der Erde etwa 60-mal so viel Energie liefern wie bei der ausschließlichen Spaltung von 235U. In der Theorie ergäbe die restlose Ausnutzung des 238U sogar einen über 100-mal höheren Nutzfaktor, der jedoch technisch derzeit nicht realisierbar ist.
Die Nutzung des Metalls Thorium 232Th, das als Brutstoff von 1983 bis 1989 bereits im Reaktor THTR-300 verwendet wurde und den Brennstoff 233U ergibt, würde die Ressourcen-Lage der Kernkraft nochmals bedeutend verbessern, da die natürlichen Thorium-Vorkommen die des Urans um ein Vielfaches übersteigen. Thorium müsste jedoch auf absehbare Zeit aus Minen gewonnen werden, da es anders als Uran, welches mit 3,3 μg/l in Meerwasser häufig genug ist, um seine Gewinnung plausibel zu machen, in Meerwasser nur in unwesentlichen Spuren enthalten ist. Ein großer Teil der Thoriumvorkommen sind in Monazit mit so genannten seltenen Erden vergesellschaftet. Da es derzeit kaum Nachfrage nach Thorium gibt, und der Abbau von Monazit zumeist in Ländern mit weniger strikten Regeln diesbezüglich erfolgt, enden der überwiegende Teil des Thorium als Tailings auf Deponien, als Versatz unter Tage oder stellt anderweitig ein Entsorgungsproblem und eine potentielle Bedrohung von Mensch und Natur dar. Thorium ist ein chemisch giftiges Schwermetall. Einige der Glieder seiner Zerfallsreihe können sich in gefährlichem Ausmaß in Lebewesen anreichern.

### Spaltzone
Schnelle Neutronen lösen neue Kernspaltungen mit wesentlich geringerer Wahrscheinlichkeit (siehe Wirkungsquerschnitt) aus als thermische Neutronen. Deshalb muss im Vergleich zu moderierten Reaktortypen die Spaltstoffkonzentration in der Spaltzone erhöht werden. Der Spaltstoff ist Mischoxid aus 15 bis 20 % Plutoniumoxid und 80 bis 85 % Uranoxid; die Konzentration der spaltbaren Isotope ist damit etwa zehnmal höher als bei den Leichtwasserreaktoren. Als Kühlmittel – das im schnellen Reaktor keine Moderatorwirkung haben darf, also eine genügend hohe Massenzahl haben muss – verwenden die bisherigen Brutreaktoren flüssiges Natrium, mit dem russischen BREST-300 befindet sich ein erster bleigekühlter Brutreaktor im Bau; untersucht wurden auch Konzepte mit Gaskühlung und Flüssigsalzkühlung. Die ersten Versuchs-Brutreaktoren in den USA und in der damaligen Sowjetunion verwendeten noch Quecksilber als Kühlmittel, was u. a. wegen Korrosion jedoch zu Problemen führte.

### Brutmantel
Der Brutmantel (engl. breeding blanket) ist um die Spaltzone herum angeordnet und umgibt diese vollständig. Die oberen und unteren Teile eines Brennstabes der Spaltzone sind nicht wie der mittlere Teil mit Brennstoff-Mischoxid, sondern mit abgereichertem Uranoxid als Brutstoff gefüllt; die radial weiter außen liegenden Stäbe enthalten dieses über ihre gesamte Länge. Abgereichertes Uran ist der beim Uran-Anreicherungsprozess zwangsläufig anfallende Reststoff.

### Kernspaltungsprozess im Brutreaktor
Das „Brüten“ erfordert, dass die Spaltung eines Atomkerns durchschnittlich mehr als zwei Neutronen freisetzt, denn ein Neutron wird zum Auslösen der nächsten Spaltung benötigt (Kritikalität der Kettenreaktion) und ein weiteres Neutron muss einen neuen spaltbaren Kern erzeugen, um den gespaltenen Kern zu ersetzen, also ein Brutverhältnis von 1,0 zu erreichen. Hinzu kommen aber unvermeidliche Neutronenverluste durch Leckage nach außen und durch Absorptionsvorgänge, die weder zu Spaltung noch zu Pu-Produktion führen, nämlich Absorption im Strukturmaterial, in Spaltprodukten, im Kühlmittel und in den Steuerstäben.
Mit einigen Vereinfachungen lassen sich die Verhältnisse gut durch den Generationenfaktor {\displaystyle \eta } (eta) beschreiben, die Zahl neu freigesetzter Neutronen pro im Spaltstoff absorbiertem Neutron. Diese Zahl ist etwas kleiner als die der pro Spaltung freigesetzten Neutronen, weil auch im Spaltstoff nicht jede Absorption zur Spaltung führt. Bei Spaltung durch thermische Neutronen liegt {\displaystyle \eta } für die leicht spaltbaren Nuklide 233U, 235U und 239Pu nur knapp über 2,0. Bei Spaltung durch schnelle Neutronen der Energie 1 MeV dagegen setzt 239Pu etwa 2,8 Neutronen frei. Dadurch kann auch bei Verlusten von rund 0,5 Neutronen pro im Brennstoff absorbiertem Neutron noch deutlich mehr als 1 neuer spaltbarer Kern pro gespaltenem Kern erzeugt werden.

### Energiegewinnung
Die bei der Spaltung eines Kerns entstehenden meist zwei Bruchstücke („Spaltfragmente“) tragen den Energiegewinn der Reaktion, insgesamt rund 200 MeV, als kinetische Energie. Sie werden im umgebenden Brennstoffmaterial abgebremst und erhitzen dieses. Der primäre Natriumkühlkreis nimmt die Wärme auf und gibt sie über einen Wärmetauscher an einen Sekundärnatriumkühlkreis weiter. Dieser Sekundärkreislauf produziert in einem Dampferzeuger Frischdampf, der – wie in einem konventionellen, kohle- oder ölbefeuerten Kraftwerk – die Turbine antreibt. Die Turbine wandelt die Strömungsenergie des Dampfes in Rotationsenergie, die ein Generator in elektrische Energie umsetzt. Der aus der Turbine austretende Abdampf wird in einem Kondensator wieder verflüssigt und dem Dampfkreislauf zugeleitet. Der Kondensator wird dabei durch einen Außenkühlkreislauf gekühlt, der zum Beispiel die Wärme an ein Fließwasser abgibt.

### Kühlkreisläufe
Die Brutreaktortechnik basiert in einigen Bereichen auf den Grundlagen der Leichtwasserreaktortechnik, weist jedoch einige wesentliche Unterschiede auf, vor allem was die Reaktorkühlung (=Abfuhr der gewonnenen Energie) anbelangt.
Bisher betriebene Brutreaktoren arbeite(t)en mit flüssigem Natrium als Kühlmittel. Ein erster bleigekühlter Reaktor ist derzeit im Bau, flüssigsalzgekühlte Reaktoren sind in Planung.

#### Natriumkühlung
Der Wärmeträger Natrium zeichnet sich durch hohe Wärmeleitfähigkeit und einen großen nutzbaren Temperaturbereich aus. Es schmilzt bei 98 °C und siedet bei 883 °C. Wegen dieses hohen Siedepunkts ist im Natriumkreislauf ein Druck von nur etwa 10 bar nötig, was einen gewissen Sicherheitsvorteil darstellt.
Im Unterschied zum Leichtwasserreaktor wird zwischen dem Natriumkreislauf, der die Brennelemente kühlt (Primärkreislauf), und dem Wasser-Dampf-Kreislauf noch ein zweiter Natriumkreislauf (Sekundärkreislauf) eingeschaltet. Das verringert zwar den Wirkungsgrad, ist aber aus Sicherheitsgründen notwendig, damit selbst im Fall einer Dampferzeuger-Leckage nur nichtradioaktives Natrium mit Wasser reagiert. Ein oder mehrere Zwischenwärmetauscher übertragen die Wärme vom Primär- auf das Sekundärkühlmittel. In den deutschen Brutreaktor-Konstruktionen wurde das so genannte Loop-System verwendet, bei dem alle Pumpen und Wärmetauscher räumlich vom Reaktor getrennt sind und der Reaktortank oberhalb des Natriums mit Stickstoff gefüllt ist. Beim Pool-System, welches in anderen Ländern häufiger verwendet wird, befindet sich der Primärkreislauf einschließlich Primärpumpen und Zwischenwärmetauschern im Reaktortank selbst, wobei hier Argon als Schutzgas im Tank verwendet wird. In jedem Fall muss bei abgeschaltetem Reaktor das Natrium in den Kühlkreisläufen durch Fremdheizung flüssig gehalten werden.

#### Bleikühlung
Flüssiges Blei oder (wegen des niedrigeren Schmelzpunktes) eine Blei/Bismut-Mischung bietet erhebliche Sicherheitsvorteile: die Verdampfungstemperatur von Blei ist selbst im Störfall nicht zu erreichen, das Kühlmittel ist nicht wasserlöslich, kann ohne Pumpen mit passiver Konvektion und bei Atmosphärendruck arbeiten. Brände und Explosionen sind damit ausgeschlossen. Eine solche Bleikühlung kam erstmals in den Reaktoren der russischen Alpha-U-Boote zum Einsatz (die natürlich keine Brutreaktoren waren). Derzeit ist in Russland der erste bleigekühlte Brüter, der Strom ins öffentliche Netz einspeisen soll, im Bau.

### Sicherheit – Vor- und Nachteile

#### Nachteile
Im Vergleich etwa zu Leichtwasserreaktoren erfordert der Betrieb eines Brutreaktors andere Sicherheitseinrichtungen. Physikalische Gründe hierfür sind vor allem der nicht automatisch negative Dampfblasenkoeffizient, außerdem auch der gegenüber Uran geringere Anteil verzögerter Neutronen aus der Spaltung.
Natrium-Dampfbildung oder -verlust macht den Reaktor nicht automatisch unterkritisch. Die Unterkritikalität muss stattdessen in einem solchen Fall mit technischen Mitteln genügend schnell und zuverlässig hergestellt werden. Dazu haben Brutreaktoren außer den normalen Steuerstäben weitere unabhängige Sätze von Sicherheits- oder Abschaltstäben, die im Bedarfsfall in den Reaktorkern hineinfallen oder hinein geschossen werden können (Scram). Ausgelöst wird eine solche Abschaltung durch Systeme zur Feststellung von Übertemperaturen und von Siedevorgängen.
Der beim Uran-Plutonium-Mischoxidbrennstoff kleinere verzögerte Neutronenanteil bedeutet einen geringeren Abstand zwischen den Betriebspunkten „Verzögert kritisch“ und „Prompt kritisch“ (siehe Kritikalität). Dem wird durch entsprechend präzise Messungen des Neutronenflusses und schnelle Reaktion des Steuerstabsystems Rechnung getragen.
Die große Menge an Plutonium, das verglichen mit Uran wesentlich gesundheitsgefährdender ist, ist eine weitere Herausforderung. Kühlmittel wie Blei, Blei-Bismut, oder das durch Neutroneneinfang gefolgt von Betazerfall in 209Bi entstehende Polonium, sind ebenfalls giftig bzw. radiotoxisch.
Ein Risiko der Brütertechnik mit Natriumkühlung liegt auch im großtechnischen Umgang mit dem Kühlmittel, das im Kontakt mit Luft (genauer der darin enthaltenen Luftfeuchtigkeit) oder Wasser Brände auslösen kann.

#### Vorteile
Die Natriumkühlung kann im Prinzip aufgrund der Siedetemperatur von Natrium von 890 °C bei Normaldruck betrieben werden. Im Vergleich dazu arbeiten Leichtwasserreaktoren bei über 100 bar Druck, was bei Verlust des Kühlmittels zu verheerenden Dampfexplosionen führen kann.
Aufgrund der chemischen Reaktivität von Natrium werden viele Spaltprodukte bei einer eventuellen Kernschmelze gebunden, insbesondere Iod 131.
Die übliche „Pool-Bauweise“, bei der sich der Reaktorkern in einem großen Tank voller Natrium befindet, ermöglicht aufgrund der hohen Wärmekapazität und des hohen Siedepunktes von Natrium eine passive Abfuhr der Restzerfallswärme bei einer Schnellabschaltung. Bei Verwendung metallischer Brennstoffe (wie beispielsweise beim EBR-II im Idaho National Laboratory) führt die hohe Wärmeleitfähigkeit von Brennstoff und Kühlmittel bei schnellen Temperaturanstiegen zu einer starken Dämpfung der Wärmeleistung durch den Dopplereffekt. Eine Kernschmelze bei Ausfall der Kühlung beispielsweise durch einen Stromausfall wird so passiv verhindert. Beim EBR-II wurde dies experimentell verifiziert.

### Verwendung
Derzeit werden weltweit mit dem BN-600 (600 MW) und seit 2014 mit dem BN-800 im Kernkraftwerk Belojarsk zwei stromerzeugende schnelle Brutreaktoren in Russland betrieben (Stand 2015). In der Volksrepublik China wird seit 2011 mit dem BN-20 ein Brutreaktor betrieben, zwei CFR-600 in Xiapu sind in Bau, die 2023 und 2025 in Betrieb genommen werden sollen.
In Japan gab es 2007 – nach der Stilllegung der Anlage Monju – Entwicklungsarbeiten für einen neuen kommerziellen Brutreaktor.
Der erste deutsche natriumgekühlte Versuchsreaktor KNK-I (Kompakte Natriumgekühlte Kernreaktoranlage Karlsruhe) wurde in den Jahren 1971 bis 1974 im Kernforschungszentrum Karlsruhe gebaut. Die Anlage wurde 1977 zu einem schnellen Brüter mit der Bezeichnung KNK-II umgerüstet und war bis 1991 in Betrieb.
Der Kernreaktor Phénix in Frankreich war in kommerziellem Betrieb zwischen 1973 und 2010 mit einer elektrischen Leistung von 250 MW.
Am Niederrhein bei Kalkar wurde ab 1973 ein industrielles Brutreaktor-Prototypkraftwerk mit der Bezeichnung SNR-300 gebaut. Nach zahlreichen Protesten und dem Reaktorunfall bei Tschernobyl 1986 kam es nie zur Inbetriebnahme oder gar Stromerzeugung, die für 1987 vorgesehen war.
Einige Brutreaktor-Demonstrationsanlagen, z. B. das Kernkraftwerk Creys-Malville (Superphénix) in Frankreich und Monju in Japan, wurden wegen Störfällen (weitestgehend durch natriumbedingte Korrosionsprobleme hervorgerufen) sowie Widerstand in der Bevölkerung endgültig stillgelegt. Ein Grund war allerdings auch, wie auch das Aufgeben des deutsch-belgisch-niederländischen Brutreaktorprojektes Kalkar,  dass bei der bisherigen Uran-Versorgungslage noch kein wirtschaftlicher Druck bestand, die bessere Brennstoffnutzung des schnellen Brüters zu nutzen, und die natriumbasierte Kühlung wegen des hohen Sicherheitsaufwand die Kosten nach oben trieb.
In Indien soll 2024 der PFBR mit einer Leistung von 500 MW in Betrieb genommen werden, welcher Thorium statt abgereichertes Uran im Brutmantel enthält. Indien hat die größten Thoriumvorräte weltweit und ist Vorreiter bei dieser Technik.

#### Liste gebauter oder geplanter schneller Brüter
| Betrieb | Betrieb | Land                | Ort              | Name        | elektr. Leistung in MW | Bemerkung |
| von     | bis     | Land                | Ort              | Name        | elektr. Leistung in MW | Bemerkung |
| ------- | ------- | ------------------- | ---------------- | ----------- | ---------------------- | --- |
| 1946    | 1952    | USA                 | New Mexico       | Clementine  | 0,025                  | Erster Brutreaktor, diente 6 Jahre als Neutronenquelle für die Forschung                                                                                     |
| 1951    | 1964    | USA                 | Idaho            | EBR-I       | 0,200                  | Zweiter Brutreaktor, lieferte die erste nuklear erzeugte, elektrische Energie (auch Chicago Pile 4), partielle Kernschmelze 1955 (INES: 4)                   |
| 1961    | 1964    | USA                 | New Mexico       | LAMPRE      |                        | Schmelze aus Plutonium und Eisen als Spalt- und Brutstoff mit Natrium als Kühlmittel                                                                         |
| 1961    | 1994    | USA                 | Idaho            | EBR-II      | 20,000                 | |
| 1962    | 1977    | Großbritannien      | Dounreay         | DFR         | 14,000                 | |
| 1963    | 1972    | USA                 | Detroit          | FERMI 1     | 61,000                 | Untersuchung der Wirtschaftlichkeit, partielle Kernschmelze 1966 (INES: 4), Stilllegung wegen Problemen 1972                                                 |
| 1967    | 1983    | Frankreich          | Cadarache        | Rapsodie    | 40,000                 | Testreaktor |
| 1973    | 1999    | Kasachstan          | Aqtau            | BN-350      | 150,000                | Erster Brutreaktor der russischen BN-Baureihe |
| 1974    | 2010    | Frankreich          | Marcoule (Gard)  | Phénix      | 250,000                | Am 1. Februar 2010 offiziell abgeschaltet |
| 1974    | 1994    | Großbritannien      | Dounreay         | PFR         | 250,000                | |
| 1977    | 1991    | Deutschland         | Karlsruhe        | KNK I+II    | 20,000                 | Testreaktor |
| 1978    |         | Japan               | Jōyō             |             | 100,000                | Forschungsreaktor |
| 1980    | 1992    | USA                 | Washington       | FFTF        | 400,000                | Experimenteller Reaktor, 1992 in Hot-Standby abgeschaltet und seit 2002 im Abbau befindlich                                                                  |
| 1980    | heute   | Russland            | Belojarsk 3      | BN-600      | 600,000                | Seit Abschaltung von Creys-Malville 1996 und bis zur Inbetriebnahme von Belojarsk 4 im Jahr 2014 weltgrößter Brüter; kein Containment                        |
| 1985    | heute   | Indien              | Kalpakkam        | FBTR        | 13,000                 | Testreaktor, thermische Leistung 40 MW |
| 1986    | 1996    | Frankreich          | Creys-Mépieu     | Superphénix | 1180,000               | 1996 nach Zwischenfällen vom Netz genommen (INES: 2), nach Regierungsentscheidung 1998 auch aus Kostengründen endgültig abgeschaltet, seit 2006 im Abbau.    |
| 1994    | 2017    | Japan               | Fukui            | Monju       | 280,000                | Nach einem schweren Störfall im Jahr 1995 wurde der Testbetrieb am 6. Mai 2010 wieder aufgenommen, infolge weiterer Zwischenfälle jedoch inzwischen beendet. |
| —       | —       | Deutschland         | Kalkar           | SNR-300     | 327,000                | Bauarbeiten 1991 eingestellt, wurde nie in Betrieb genommen                                                                                                  |
| 2010    | heute   | Volksrepublik China | CIAE nahe Peking | CEFR        | 20,000                 | „China Experimental Fast Reactor“, Testreaktor, seit 21. Juli 2010 in Betrieb                                                                                |
| 2014    | heute   | Russland            | Belojarsk 4      | BN-800      | 800,000                | Produktivreaktor, kritisch seit Juni 2014, ab 2015 in Betrieb                                                                                                |
| [2023]  |         | Volksrepublik China | Xiapu-1          | CFR-600     |                        | „China Demonstration Fast Reactor“, geplant für 2023 |
| [2025]  |         | Indien              | Kalpakkam        | PFBR        | 500,000                | Prototyp / Demonstrationsreaktor, Umwandlung von Thorium in U-233, Inbetriebnahme für 2025 geplant                                                           |
| [2026]  |         | Volksrepublik China | Xiapu-2          | CFR-600     |                        | geplant für 2026 |

### Fachartikel
- Kosuke Aizawa u. a.: Key technologies for future sodium-cooled fast reactors. In: Sodium-cooled Fast Reactors. Elsevier, 2022, ISBN 978-0-12-824076-2, S. 409–626, doi:10.1016/B978-0-12-824076-2.00005-5 (englisch).

### Fachbücher und Kapitel
- Jacques Rouault u. a.: Sodium Fast Reactor Design: Fuels, Neutronics, Thermal-Hydraulics, Structural Mechanics and Safety. In: Dan Gabriel Cacuci (Hrsg.): Handbook of Nuclear Engineering. Springer US, Boston, MA 2010, ISBN 978-0-387-98130-7, S. 2321–2710, doi:10.1007/978-0-387-98149-9_21 (englisch, Umfangreiche Gesamtübersicht auf über 380 Seiten als Teil des Handbook of Nuclear Engineering).
- Alan E. Waltar, Donald R. Todd, Pavel V. Tsvetkov (Hrsg.): Fast Spectrum Reactors. Springer US, Boston, MA 2012, ISBN 978-1-4419-9571-1, doi:10.1007/978-1-4419-9572-8 (englisch).
- IAEA: Status of Innovative Fast Reactor Designs and Concepts. 2013 (iaea.org [PDF]).
- Albert Ziegler, Hans-Josef Allelein: Weitere Reaktorkonzepte. In: Albert Ziegler, Hans-Josef Allelein (Hrsg.): Reaktortechnik. Springer, Berlin/Heidelberg 2013, ISBN 978-3-642-33845-8, S. 335–382, doi:10.1007/978-3-642-33846-5_12.
- Naoto Kasahara (Hrsg.): Fast Reactor System Design (= An Advanced Course in Nuclear Engineering. Band 8). Springer Singapore, Singapore 2017, ISBN 978-981-10-2820-5, doi:10.1007/978-981-10-2821-2 (englisch).
- Thomas Schulenberg: Sodium-Cooled Fast Reactors. In: The fourth generation of nuclear reactors. Springer, Berlin/Heidelberg 2022, ISBN 978-3-662-64918-3, S. 93–113, doi:10.1007/978-3-662-64919-0_6 (englisch, Das Buch ist auch in Deutsch verfügbar.).

### Ältere
- Joseph R. Dietrich, Walter H. Zinn: Solid Fuel Reactors (= Addison-Wesley Books in Nuclear Science and Metallurgy). Addison-Wesley, 1958 (englisch, Details zum Experimental Breeder Reactor II).
- A. M. Judd: Fast Breeder Reactors: An Engineering Introduction. Pergamon Press, 1981, ISBN 0-08-023220-5 (englisch, archive.org – Siehe auch Dounreay).
- Günther Kessler: Nuclear Fission Reactors (= L. Bauer, W. K. Foell, M. Grenon, G. Woite [Hrsg.]: Topics in Energy). Springer Vienna, Vienna 1983, ISBN 3-7091-7624-7, doi:10.1007/978-3-7091-7622-1 (englisch).
- W. Marth: The story of the European Fast Reactor cooperation. Hrsg.: Kernforschungszentrum Karlsruhe. KfK 5255, 1993, doi:10.5445/IR/270034998.